# Pollimyrus marianne
Pollimyrus marianne är en fiskart som beskrevs av Kramer, van der Bank, Flint, Sauer-gürth och Michael Wink 2003. Pollimyrus marianne ingår i släktet Pollimyrus och familjen Mormyridae. IUCN kategoriserar arten globalt som livskraftig. Inga underarter finns listade i Catalogue of Life.